# Legio XXII Primigenia
La Legio XXII Primigenia (dedicata alla dea Fortuna Primigenia) fu una legione romana costituita dall'imperatore Caligola nel 39, ed era ancora presente a Moguntiacum (Magonza) all'inizio del IV secolo. I simboli legionari erano il capricorno ed Ercole, quest'ultimo non usato a partire dal terzo secolo.

## Primo secolo

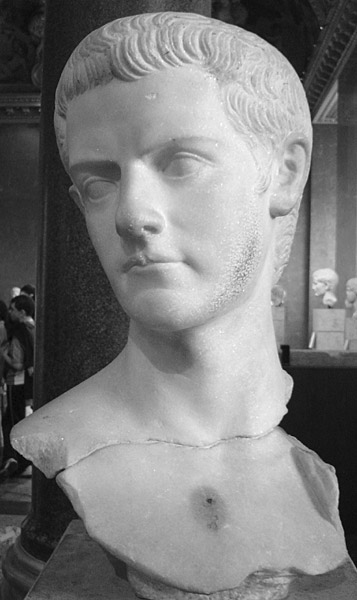
Gaio Cesare Germanico, detto Caligola, costitutore della XXII Primigenia

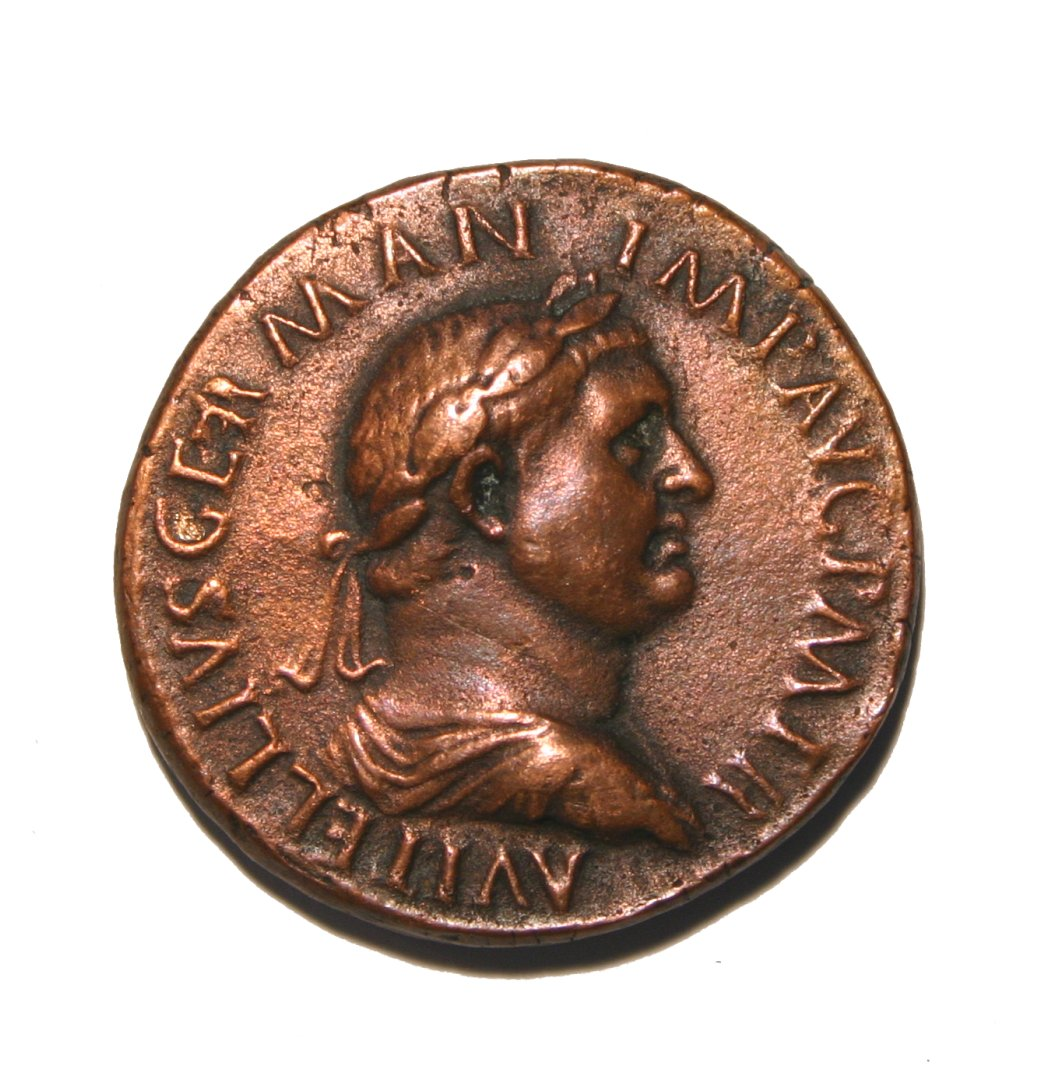
La XXII sostenne la lotta per la porpora di Vitellio, durante l'Anno dei quattro imperatori (69)

La XXII Primigenia venne costituita da Caligola assieme alla gemella XV Primigenia in vista di una probabile campagna in Germania. I numeri delle due legioni furono probabilmente scelti in riferimento a due legioni già presenti sul territorio germanico: la XIIII Gemina, di stanza a Mogontiacum dal 13 a.C., in Germania Superiore e la XXI Rapax, di stanza dal 9 d.C. a Castra Vetera, in Germania Inferiore, l'odierna Xanten. Le due nuove legioni costituite da Caligola si sarebbero dovute affiancare a quelle già presenti sul Limes. Secondo quanto riporta Svetonio, Caligola fece schierare il suo esercito sulla riva del mare, fronteggiando l'oceano, in assetto da battaglia, ordinando poi ai suoi uomini di raccogliere le conchiglie (Vita Caligulae, 46). Al di là del racconto di Svetonio, i ritrovamenti archeologici testimoniano che la campagna dell'imperatore non fu del tutto inoffensiva: le due legioni appena costituite attraversarono le Alpi e poi il Reno, affrontando il nemico a Wiesbaden.
La XXII Primigenia venne stanziata a Mogontiacum (Magonza) nella Germania superior a guardia del limes germanico, sul confine del Reno, nello stesso campo della IIII Macedonica, una legione veterana proveniente dalla Hispania. Probabilmente la XXII prese parte alla vittoriosa campagna di Aulo Gabinio Secundo, che recuperò ai Chatti le aquile perse nella battaglia di Teutoburgo, oppure alla campagna, sempre contro i Chatti, che vide vittorioso Servio Sulpicio Galba nei pressi di Magonza.

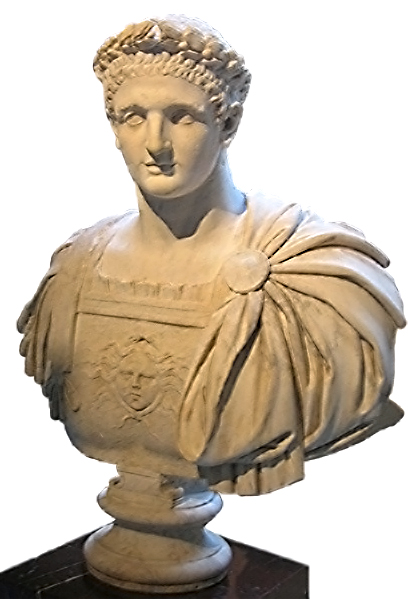
Domiziano conferì alla XXII Primigenia il titolo di Pia Fidelis Domitiana per la sua lealtà in occasione della ribellione di Lucio Antonio Saturnino

Assieme al resto dell'esercito germanico, la XXII sostenne Vitellio durante l'Anno dei quattro imperatori (69). Avvenne infatti che in occasione della simultanea sollevazione di più pretendenti al trono contro Nerone, l'esercito di Germania inferior (costituito dalle legioni I Germanica, V Alaudae, XV Primigenia e XVI Gallica) avessero sedato la rivolta di Gaio Giulio Vindice in Gallia, prima che Galba, alleato di Vindice, riuscisse a farsi riconoscere imperatore dal senato romano. Per evitare la punizione del nuovo imperatore, le legioni di Germania decisero di acclamare un proprio imperatore, Vitellio appunto, inducendolo a marciare su Roma. L'aquila della XXII fu tra quelle portate in trionfo all'ingresso di Vitellio nella capitale, ma tale situazione durò poco, finché dall'oriente non giunse un altro generale, Vespasiano, col proprio esercito, che conquistò il trono dopo aver sconfitto l'esercito di Vitellio nella seconda battaglia di Bedriaco.
Durante la Rivolta batava (70), la Primigenia fu l'unica legione germanica a sopravvivere agli attacchi dei ribelli, difendendo strenuamente ma inutilmente il proprio campo agli ordini di Gaio Dillio Vocula. Alla fine della rivolta fu trasferita prima a Vindobona (Vienna) e poi a Castra Vetera II (Xanten). La vittoria contro l'usurpatore Lucio Antonio Saturnino, ottenuta nell'89 assieme all'esercito della Germania Inferior contro quello della Germania Superior, fece guadagnare alla XXII e alle altre legioni (I Minervia, VI Victrix, X Gemina) la gratitudine dell'imperatore Domiziano e il titolo Pia Fidelis Domitiana, ridotto a Pia Fidelis alla morte dell'imperatore. Ebbe Publio Elio Traiano Adriano come tribunus militum nel 97-98, e Didio Giuliano come ufficiale nel 170-171.

## Secondo, terzo e quarto secolo

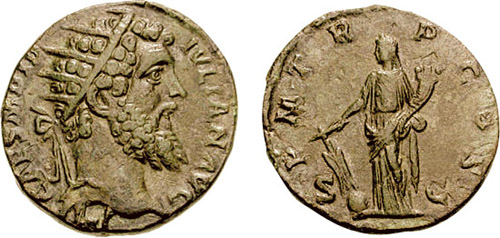
Anche Didio Giuliano servì nella XXII Primigenia

Il campo sul Reno era quello principale della legione, ma vexillationes della legione parteciparono alla costruzione del Vallo di Adriano (119) e del Vallo di Antonino in Scozia (II secolo), nella campagna contro i Mauri sotto Antonino Pio,  nella campagna partica sotto Lucio Vero, in quella contro i Marcomanni guidata da Marco Aurelio; probabilmente alcuni uomini della XXII seguirono Settimio Severo in Scozia, dopo che la legione aveva difeso Treviri per Clodio Albino.
La XXII Primigenia partecipò alla campagna di Caracalla in Germania, nel 213, per la quale ricevette il titolo Antoniniana. Alessandro Severo portò la Primigenia con sé contro i Sasanidi, nel 233, onorandola col titolo Alexandriana. Due anni dopo, a seguito del tentativo di Alessandro di comprare gli Alamanni che avevano travolto le difese settentrionali prima della controffensiva romana, gli uomini della legione linciarono l'imperatore e sua madre, eleggendo Massimino Trace nuovo imperatore.

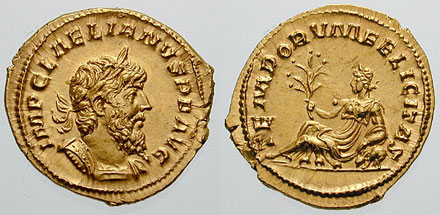
Leliano era il comandante della XXII, si ribellò, e divenne per poco tempo imperatore delle Gallie

Col passare degli anni, la XXII ricevette diverse volte il titolo Pia Fidelis, senza che però ne sia restata traccia: tale evento può essere inferito dai titoli Pia VI Fidelis VI e Pia VII Fidelis VII ricevuti dall'imperatore Gallieno per il sostegno e la lealtà fornitigli durante il suo scontro con Postumo, l'imperatore dell'Impero delle Gallie: il fatto che Gallieno abbia dato il titolo Pia Fidelis per la sesta e la settima volta testimonia a favore della possibilità che altri imperatori, dopo Domiziano, abbiano conferito il titolo altre quattro volte. Nel 268 la Primigenia combatté probabilmente, agli ordini di Gallieno, nella battaglia di Naisso, conquistando la vittoria contro i Goti, ma l'anno seguente il comandante della XXII, Leliano, divenne l'imperatore dell'Impero delle Gallie, conquistando brevemente Magonza con la sua legione. Fu poi Postumo a riprendere il controllo della città, ma venne ucciso dai suoi uomini per aver loro proibito di saccheggiarla.
La zona in cui era acquartierata la legione fu interessata dalla riconquista di Aureliano e dalla sua campagna contro i barbari del nord (270-275). Vi sono testimonianze dell'esistenza della XXII Primigenia all'inizio del IV secolo, ma essa scompare in età costantinea.